# Hedysarum sangilense
Hedysarum sangilense är en ärtväxtart som beskrevs av Ivan M. Krasnoborov och Timokhina. Hedysarum sangilense ingår i släktet buskväpplingar, och familjen ärtväxter. Inga underarter finns listade i Catalogue of Life.